# Sierra de Altamira (bergskedja)
Sierra de Altamira är en bergskedja i Spanien. Den ligger i den centrala delen av landet, 160 km sydväst om huvudstaden Madrid.